# Thor Braun
Thor Braun (12 februari 2000) is een Nederlands acteur. Zijn moeder is actrice Maike Meijer, bekend van onder andere het absurdistische Toren C.
Zijn toneel- en zangopleiding volgde hij aan de Hogeschool voor de Kunsten in Utrecht, en vervolgens via ArtEZ bij de opleiding School of Acting te Arnhem.
Braun is bekend van onder andere de film Het geheim, waarin hij samenspeelde met Theo Maassen en De Boskampi's, waarin hij de hoofdrol speelde. Meer bekendheid kreeg hij door zijn rol in de TV-serie Oogappels. 
Zijn eerste rol op het podium krijgt hij in theatervoorstelling Alles wat liefde is (2019) bij Toneelgroep Oostpool. In 2024 keert hij weer terug in de theaters met een rol in de hartverwarmende familie-operette Postillon d'amour. 

## Filmografie

### Film
- 2010: Het geheim, als Ben Stikker
- 2011: All Stars 2: Old Stars, als Rikkie van Buren
- 2012: Sweet love, als Robin
- 2014: Rabarber, als Siem
- 2015: De Boskampi's, als Rikkie Boskampi
- 2017: Sirene, als Kay
- 2019: De belofte van Pisa, als IJsbrand Versluys
- 2021: AYOR, als Jan
- 2021: Mijn vader is een vliegtuig, als Roy
- 2022: Kerstappels, als Chris Larooi
- 2024: Goudappels, als Chris Larooi

### Televisie
- 2008-2010: Toren C, als bezoeker
- 2012-2015: De vloer op jr., als diverse personages[2]
- 2013: Welkom in de Gouden Eeuw, als diverse personages
- 2014: Welkom bij de Romeinen, als diverse personages
- 2015: Tessa, als Rene
- 2015: Welkom in de IJzeren Eeuw, als Pim
- 2016: A'dam - E.V.A., als zeeverkenner
- 2017: De 12 van Oldenheim, als Gerben Veldhoven
- 2017: Papadag, als Douwe
- 2019: Baptiste, als tiener
- 2019-heden: Oogappels, als Chris Larooi
- 2019: Random Shit, als Max
- 2019: Zeven kleine criminelen, als Vincent